# Igrzyska Brytyjskiej Wspólnoty Narodów 1974
     państwa debiutujące
     państwa, które brały już udział w Igrzyskach

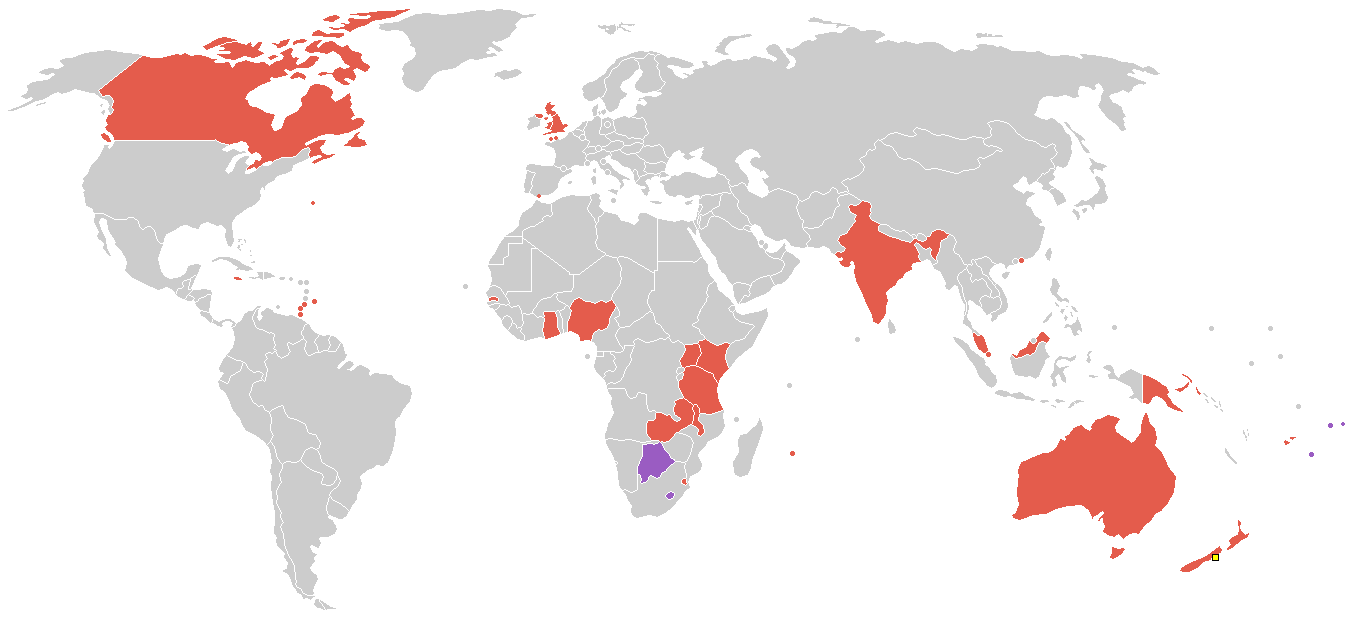
Państwa biorące udział w Igrzyskach Brytyjskiej Wspólnoty Narodów w 1974 roku:
państwa debiutujące
państwa, które brały już udział w Igrzyskach

Igrzyska Brytyjskiej Wspólnoty Narodów 1974 odbyły się w Christchurch. Ceremonia otwarcia odbyła się 24 stycznia, a zamknięcia 2 lutego 1974 roku. W imprezie wzięli udział sportowcy z 38 reprezentacji, wśród których znalazło się sześć krajów debiutanckich. Były to:
- Botswana
- Lesotho
- Samoa Zachodnie
- Sri Lanka
- Tonga
- Wyspy Cooka

22 reprezentacje zdobyły medale podczas Igrzysk w 1974 roku. Spośród nich dwa państwa zdobyły pierwsze w historii medale. Sztangista Paul Wallwork i bokser Vai Samu zdobyli pierwsze dwa medale dla reprezentacji Samoa Zachodnich. Richard Mabuza zdobył pierwszy medal dla Suazi. Wystartował on w biegu maratońskim i ukończył go na trzecim miejscu.
Jamajski sprinter, Don Quarrie zdobył dwa złote medale (w biegach na 100 i 200 metrów) podczas Igrzysk w 1974 roku. Obronił w ten sposób tytuły z 1970 roku.
Podczas Igrzysk rozegrano 109 konkurencji w dziewięciu dyscyplinach sportowych. Te dyscypliny to: badminton, boks, kolarstwo, kręglarstwo, lekkoatletyka, pływanie, podnoszenie ciężarów, skoki do wody strzelectwo i zapasy.
W Christchurch padło kilka rekordów Igrzysk Wspólnoty Brytyjskiej, z czego cztery trwają do chwili obecnej. Filbert Bayi z Tanzanii przebiegł 1500 metrów w czasie 3 minut 32,16 sekundy, co stało się rekordem IWB. Anglik Ian Reginald Thompson przebiegł bieg maratoński w czasie 2 godzin 9 minut i 12 sekund i pobił rekord Igrzysk. Poza tym rekordy pobili: Clyde Sefton z Australii w kolarskiej jeździe na 114 mili angielskich oraz John Primrose z Kanady w strzelectwie.
| Miejsce | Kraj                      |    |    |    | Razem |
| ------- | ------------------------- | -- | -- | -- | ----- |
| 1.      | Australia                 | 29 | 28 | 25 | 82    |
| 2.      | Anglia                    | 28 | 31 | 21 | 80    |
| 3.      | Kanada                    | 25 | 19 | 18 | 62    |
| 4.      | Nowa Zelandia             | 9  | 8  | 18 | 35    |
| 5.      | Kenia                     | 7  | 2  | 9  | 18    |
| 6.      | Indie                     | 4  | 8  | 3  | 15    |
| 7.      | Szkocja                   | 3  | 5  | 11 | 19    |
| 8.      | Nigeria                   | 3  | 3  | 4  | 10    |
| 9.      | Irlandia Północna         | 3  | 1  | 2  | 6     |
| 10.     | Uganda                    | 2  | 4  | 3  | 9     |
| 11.     | Jamajka                   | 2  | 1  | 0  | 3     |
| 12.     | Walia                     | 1  | 5  | 4  | 10    |
| 13.     | Ghana                     | 1  | 3  | 5  | 9     |
| 14.     | Zambia                    | 1  | 1  | 1  | 3     |
| 15.     | Malezja                   | 1  | 0  | 3  | 4     |
| 16.     | Tanzania                  | 1  | 0  | 1  | 2     |
| 17.     | Saint Vincent i Grenadyny | 1  | 0  | 0  | 1     |
| 18.     | Samoa Zachodnie           | 0  | 1  | 1  | 2     |
| 19.     | Trynidad i Tobago         | 0  | 1  | 1  | 2     |
| 20.     | Singapur                  | 0  | 0  | 1  | 1     |
| 20.     | Suazi                     | 0  | 0  | 1  | 1     |

## Dyscypliny
- Boks  (szczegóły)
- Lekkoatletyka  (szczegóły)
- Zapasy  (szczegóły)